# Oh ! Éditions
 (novembre 2022).
Oh ! Éditions, fondée en 2002, est une maison d'édition faisant partie du groupe Editis, et au sein duquel elle est associée à la maison XO Éditions.
La société éponyme (Siren 442 757 852) a été dissoute le 8 septembre 2011.
La diffusion des collections a été confiée à la société XO Editions du groupe Editis.

## La maison d'édition
Elle a été cofondée par Florent Massot, Philippe Robinet et Bernard Fixot. Elle publie peu de titres par an afin de s'en occuper au mieux. Elle édite des romans d'auteurs contemporains, français ou étrangers, mais surtout des témoignages, par exemple, Brûlée vive de Souad.
Pour ce catalogue de « livres engagés », de « livres de société », Philippe Robinet a été fait Chevalier dans l’Ordre des Arts et des Lettres, par Christine Albanel, en 2008. Dans son discours, celle-ci qualifiait la maison d'édition de « reflet d’une époque » .

## Les auteurs et leurs ouvrages
Parmi les principaux auteurs publiés se trouvent[source secondaire souhaitée] :
- Michel Serrault : Les Pieds dans le plat ; À bientôt ! (ouvrage posthume)
- Patrick Sébastien : Vitriol Menthe ; Dehors, il fait beau... hélas !
- Jean-Marie Bigard : Rire pour ne pas mourir
- Gérard Klein : J'ai rencontré des gens formidables
- Jean-Marie Périer : Casse-toi
- Jessyca Falour : De l'amour en général... et du sexe en particulier
- Sampat Pal Devi : Moi, Sampat Pal, chef de gang en sari rose
- Kurt Cobain : Le Journal de Kurt Cobain
- John Grisham : Théodore Boone, Tome 1 : Enfant et justicier; Théodore Boone, Tome 2 : L'Enlèvement
- Gayle Forman : Si je reste ; Là où j'irai; Les Cœurs fêlés
- Michel Rostain : Le Fils (Prix Goncourt du premier roman 2011)
- Markus Zusak : La Voleuse de livres
- Kathy Reichs : Viral; Crise
- Mitch Albom : Les Cinq Personnes que j'ai rencontrées là-haut ; Pour un jour de plus ; Le Vieil Homme qui m'a appris la vie
- Jorge Bucay : Laisse-moi te raconter... les chemins de la vie ; Je suis né aujourd'hui au lever du jour
- Sabine Dardenne, avec la collaboration de Marie-Thérèse Cuny, J'avais 12 ans, j'ai pris mon vélo et je suis partie à l'école
- Sabine Kuegler : L'enfant de la jungle

## Les auteurs et leurs prix littéraires
- Prix Goncourt du premier roman 2011 : Le fils de Michel Rostain
- Grand prix de l'Académie de médecine, prix Jean Bernard : Le fils de Michel Rostain
- Femme de l'année RTL-Femme Actuelle : La première fois j'avais six ans de Isabelle Aubry
- Prix Reader's Digest : Que Dieu ait pitié de nous de Dominique Wiel
- Livre de l'année : J'avais douze ans, j'ai pris mon vélo et je suis partie à l'école de Sabine Dardenne
- Book of the year (USA) : Déshonorée de Mukhtar Mai
- Prix des maisons de la presse : Si loin du monde de Tavaé
- Book for a better life : Brûlée vive de Souad
- Prix mutualiste : Rapporteur de guerre de Patrick Chauvel